# Ciucur-Mingir
Ciucur-Mingir è un comune della Moldavia situato nel distretto di Cimișlia di 1.944 abitanti al censimento del 2004.